# Serbisch-byzantinischer Stil

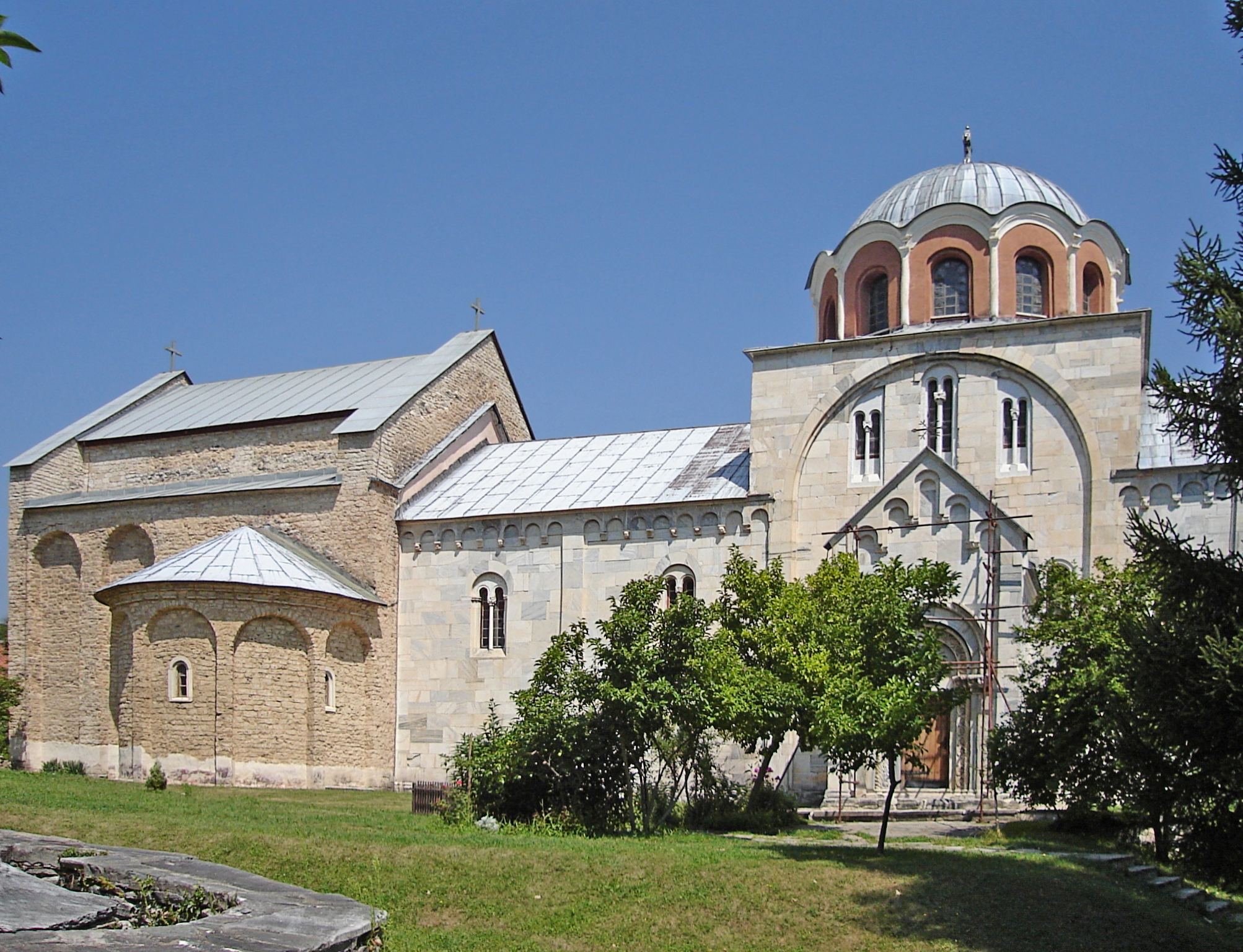
Studenica, Muttergotteskirche, 12. Jahrhundert

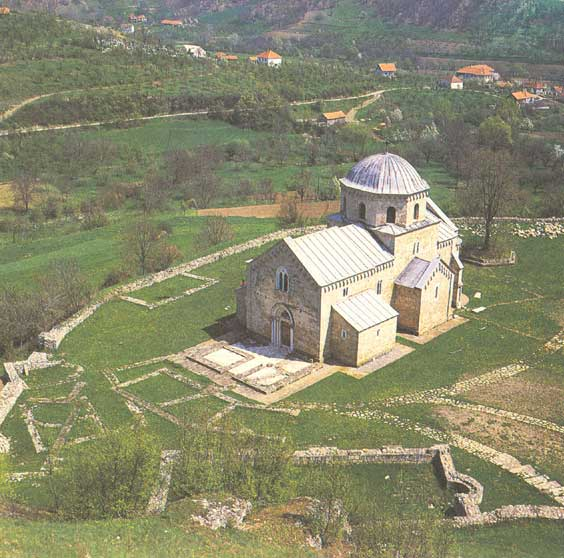
Kloster Gradac

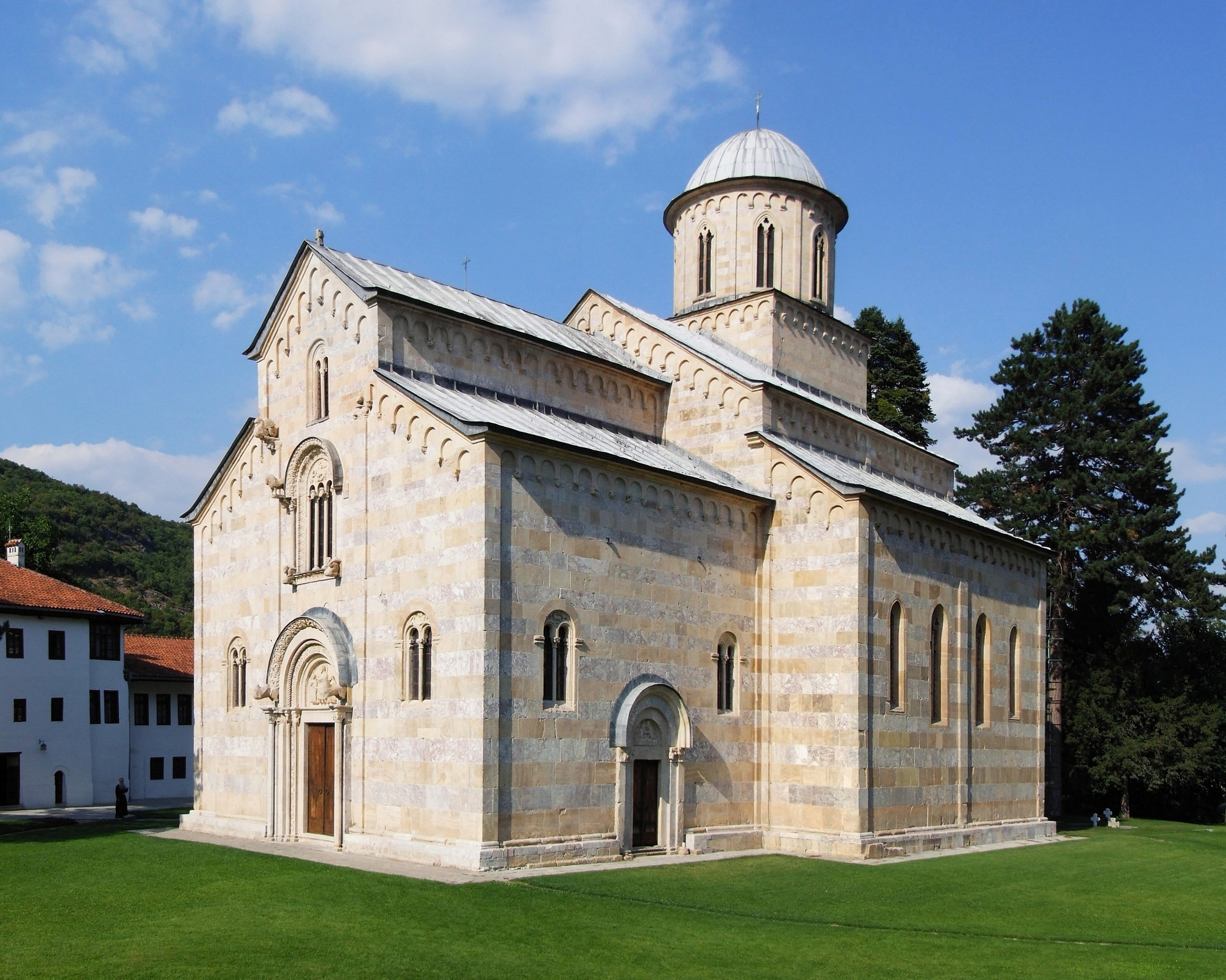
Visoki Decani, 1335

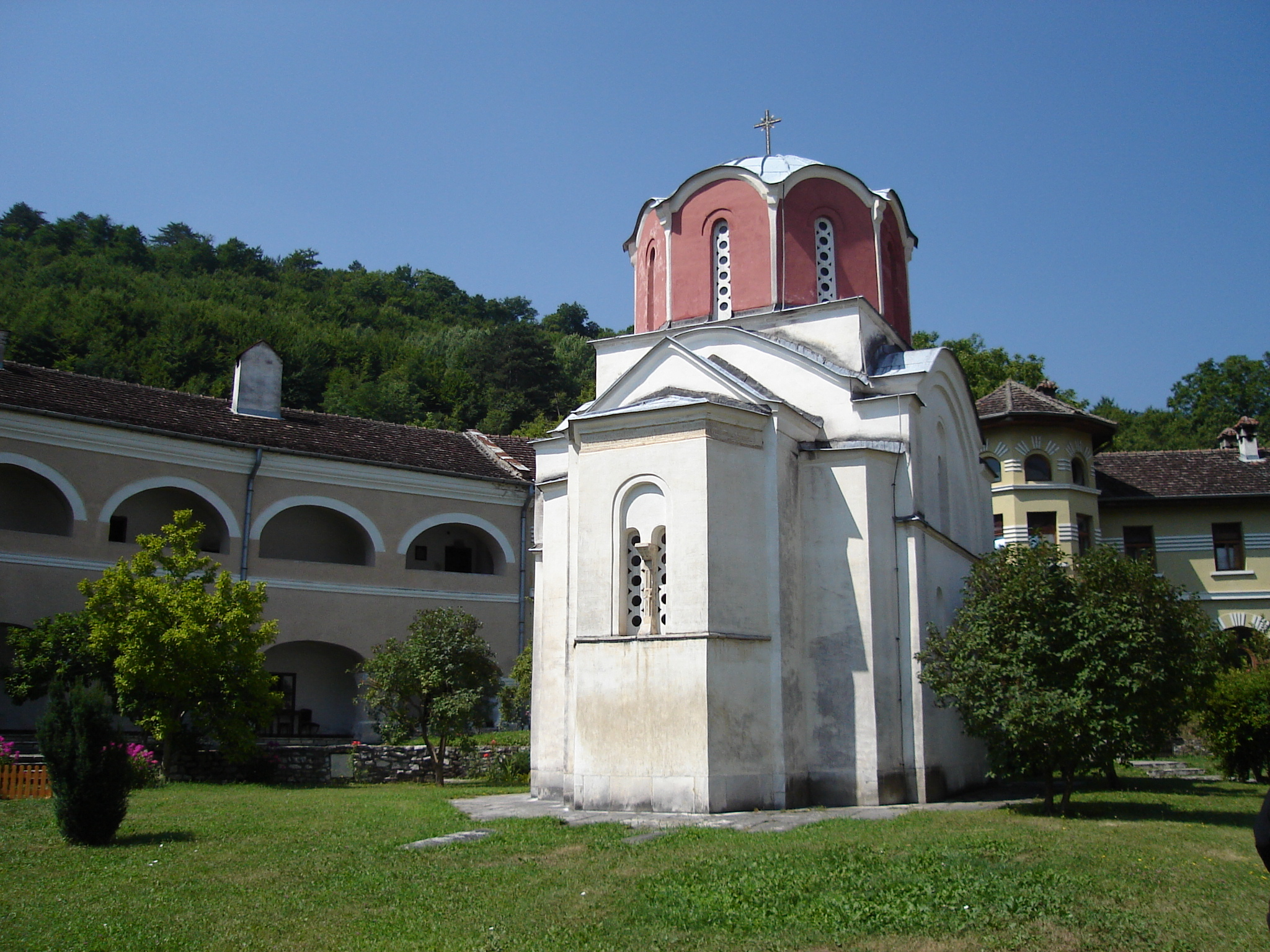
Königskirche von König Miutin um 1314 gestiftet

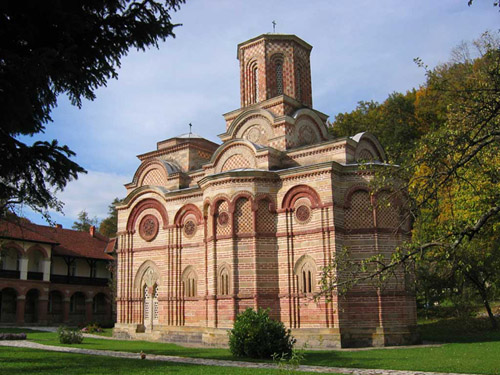
Kloster Kalenić, 1414

Der Serbisch-byzantinische Stil ist eine Zusammenfassung dreier zeitlich aufeinanderfolgender Stilrichtungen der Byzantinischen Kunst im mittelalterlichen Serbien zwischen dem 12. Jahrhundert und dem Ausgang des 16. Jahrhunderts.
Durch architektonische Verschmelzung westlicher romanischer und östlicher byzantinischer Elemente ist die Raška-Schule im 12. bis 13. Jahrhundert gekennzeichnet. Von byzantinischen und bulgarischen Kunstzentren in Thessaloniki, Ohrid, dem Athos ist ab der Zeit von Stefan Uroš II. Milutin (1282–1321) der Stil der Palaiologischen Renaissance bindend. Insbesondere ist aber durch eine andere Behandlung des Baukörpers in dieser sogenannten Mazedonischen Schule die Entwicklung eines serbisch-byzantinischen Architekturstils zu erkennen der sich in der abschließenden Periode der Byzantinischen Kunst in Serbien in den Bauwerken der Morava-Schule voll ausbildet. Zu der harmonisch ausgewogenen Gruppe von Kirchen und Klöstern in Nordserbien mit ihren vielfältigen neuen Elementen gehören die innovativsten und experimentellsten Bauwerke der Byzantinischen Architektur.

## Raška-Schule
Zur Raška-Schule gehören die ältesten kirchlichen Bauwerke in Serbien mit Ausnahme der schon im 9. Jahrhundert erbauten Petrova crkva, die als Rotunde der byzantinischen Klassik unter Justinian verpflichtet ist. Zur Raška-Schule zählen insbesondere die Klosterkirchen von Studenica, Žiča, Mileševa (Kloster), Sopoćani und das Kloster Gradac.
Das künstlerische Zentrum der Raska-Schule befand sich Raszien um Stari Ras, der alten serbischen Hauptstadt.

### Architektur
Die Kirchen sind als kreuzförmige Basiliken mit Kuppel ausgeführt. Gründungsbau und Vorbild für spätere Gründungen ist die Muttergotteskirche in Studenica. Mit Ausnahme der Kuppel sind die Bauwerke im romanischen Stil errichtet. Der Baustil ist über die dalmatinischen Küstenorte (insbesondere Dubrovnik und Kotor) nach Serbien vermittelt.

### Fresken
Die Fresken in den Kirchen der Raška-Schule sind rein byzantinische Arbeiten von erstaunlichem Niveau. Charakteristisch ist der blaue oder goldene Grund in Studenica und die emotionale Darstellung der Kreuzigung Christi. Die Darstellung des Engels am Grabe Christi in Mileševo sowie die der Frührenaissance angehörenden monumentalen antikisierenden Fresken in Sopoćani stehen auf grünem Grund.

## Mazedonische Schule
Mit dem stärkeren byzantinischen künstlerischen Einfluss seit Anfang des 14. Jahrhunderts verlagerte sich das bauliche Zentrum auch in den Kosovo und nach Mazedonien. Hier entstanden die Hauptwerke der Mazedonischen Schule, die in der Klosterkirche von Gračanica ihren Höhepunkt erreichten.

### Architektur
Ein direkter griechischer Einfluss ist in der Architektur der Bauwerke Milutins durch Vermittlung über die Architektur in Thessaloniki spürbar. Jedoch ist der Höhendrang der Bauwerke, die in Serbien errichtet werden, in der damaligen byzantinischen Kunst unbekannt. Erstmals werden in Serbien auch Fünfkuppelkirchen gebaut. Kreuzkuppelkirchen mit fünf Kuppeln sind Gračanica (1311–1321), Staro Nagoričane (1317–18) und Bogorodica Ljeviška (1310–13). Neben diesen Hauptwerken sind auch einfachere Kirchen mit nur einer Kuppel, wie die Kirche des Hl. Erzengel Michael in Lesnovo aber insbesondere die königliche Kapelle (Königskirche) im Kloster Studenica zu nennen.

### Fresken

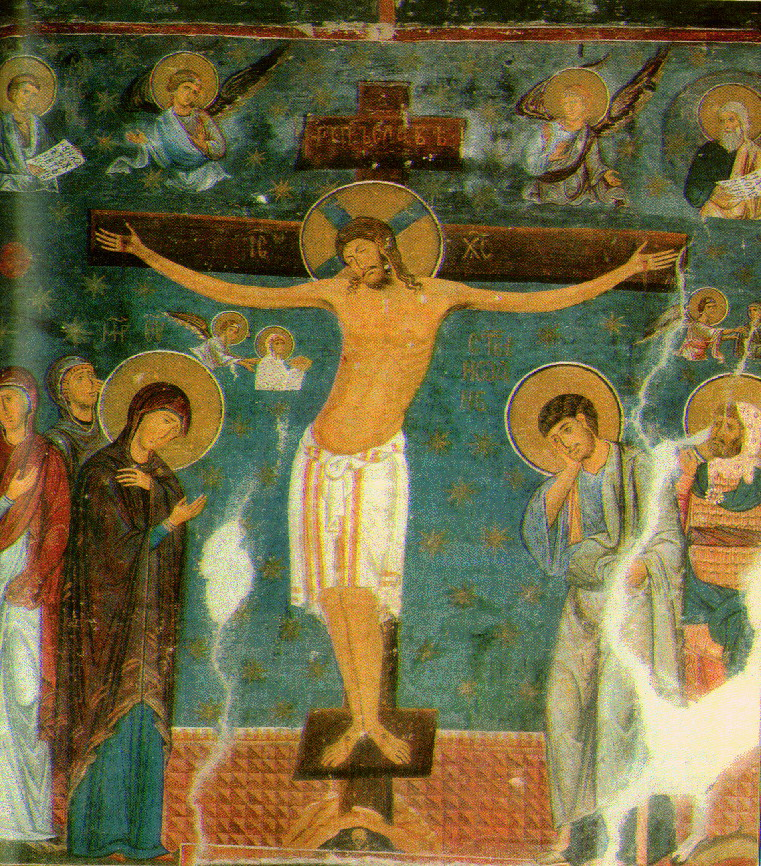
Kreuzigung Christi, 12. Jh., Muttergotteskirche Studenica
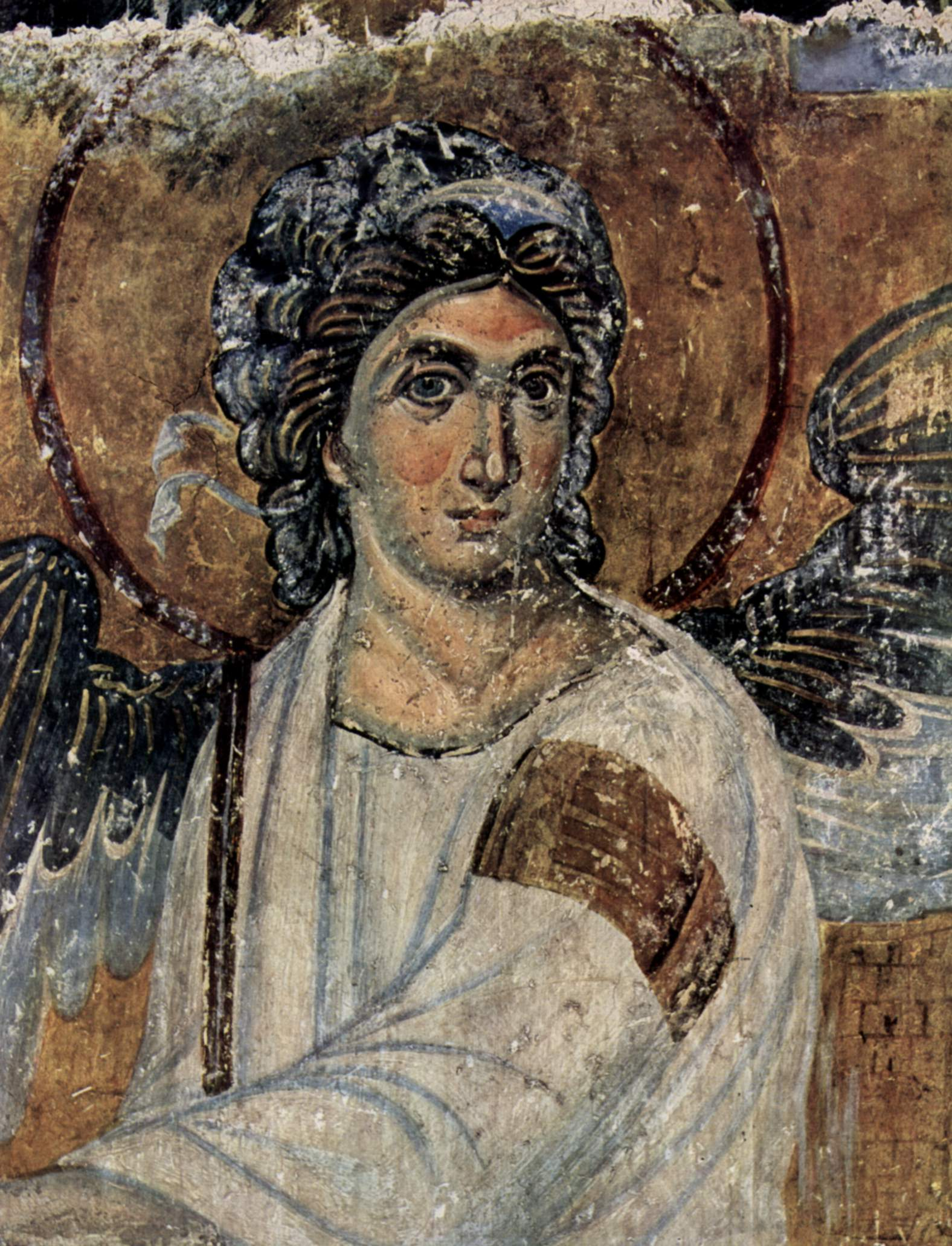
Der Weiße Engel am Grab Christi, um 1230
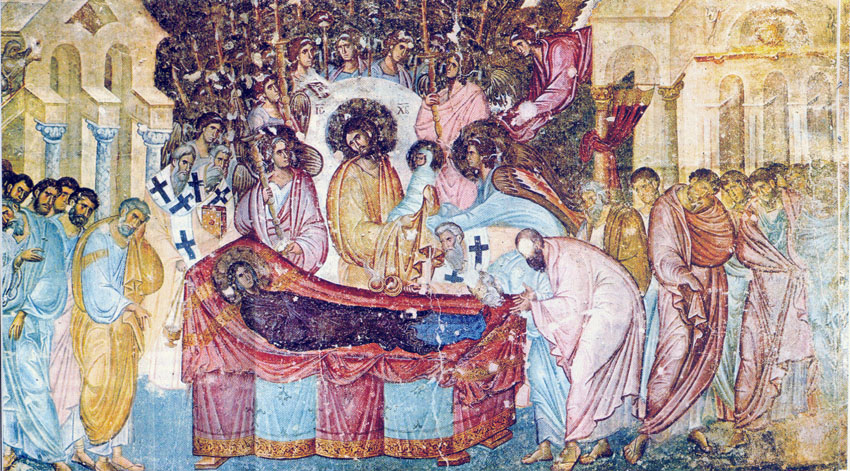
Monumentalfresko Entschlafen Mutter Gottes, Sopocani, ca. 1260
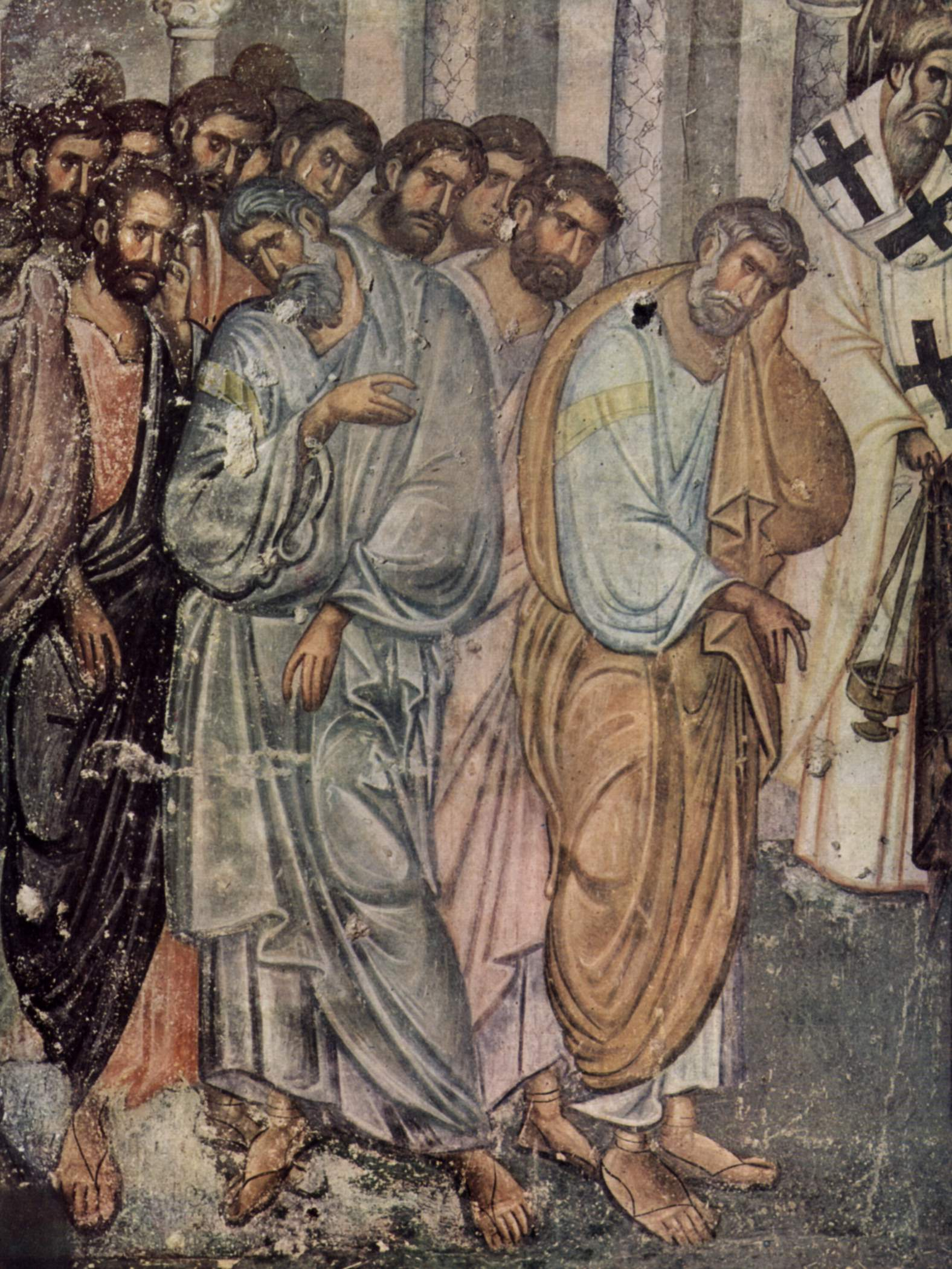
Evangelisten des Monumentalfreskos Entschlafen Mutter Gottes
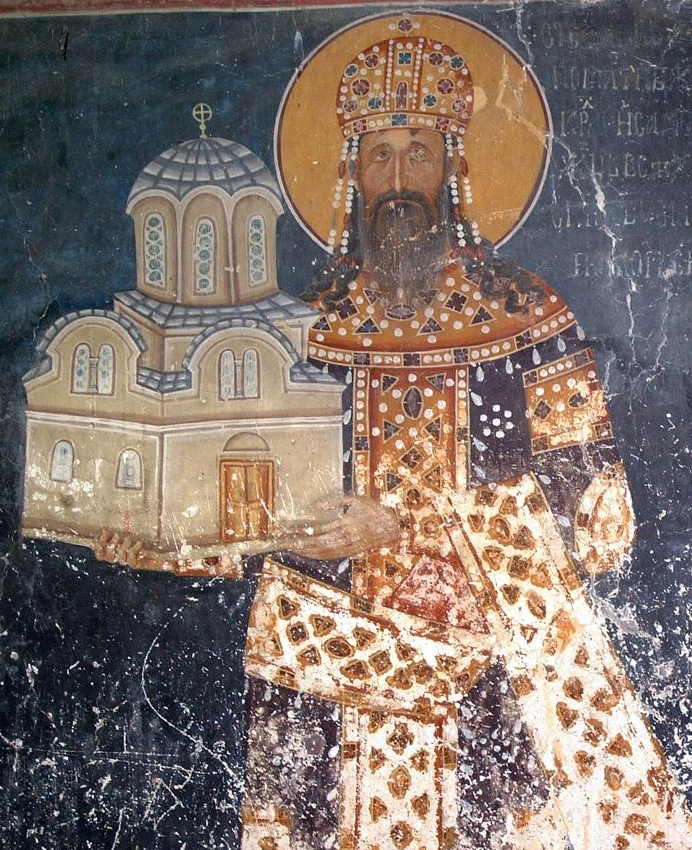
Stifterporträt Königskirche Studenica, 14. Jh.
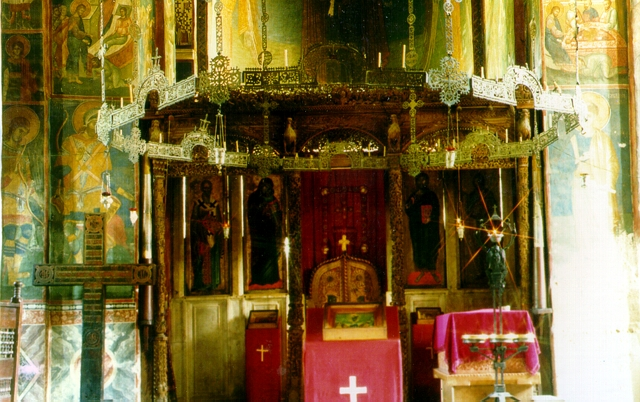
Ikonostase und schmiedeeiserner Choros, Königskloster Dečani (Raška-Schule), 1328–1335
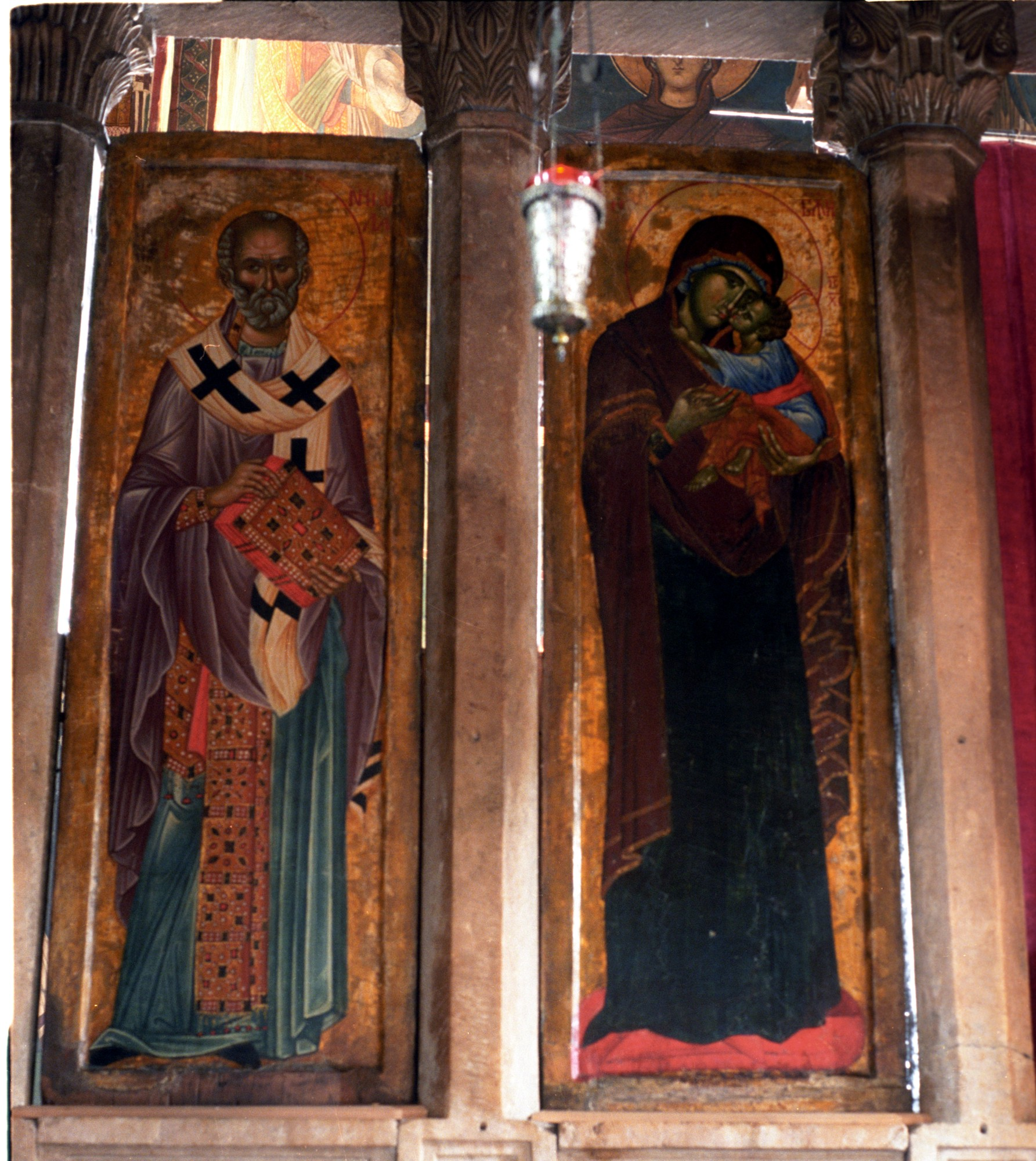
Ikonen im Kloster Decani von Zar Dušan, um 1350
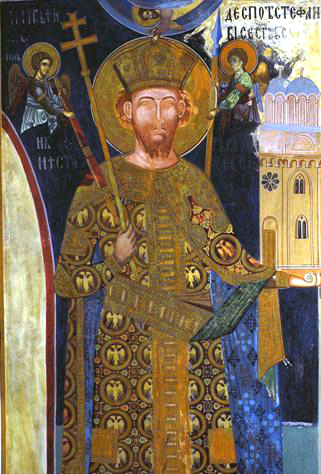
Stifterporträt Stefan Lazarević, Kloster Manasija (Morava-Schule), 1407–1418

Die palaiologische Renaissance fand durch die beiden Hofmaler König Milutins, Michael Astrapas und Eustychios, Eingang in die serbische Malerei. Die bewegten, detailreichen Figuren sind im Vergleich zur Monumentalmalerei der Raška-Schule mehr stilisiert. Die Maler der serbischen Klöster stammen aus der Malerschule von Ohrid. Eine Sonderstellung stellt der Freskenzyklus im Kloster Visoki Dečani dar. Zwar ist das Kloster im Stil der apulischen Gotik gebaut und gehört in den Kontext der Raska-Schule; so sind die Fresken durch Stil und Figurenreichtum der Mazedonischen Schule zuzurechnen, erreichen aber nicht die Qualität der Fresken von Bogorodica Ljeviška, der Königskirche in Studenica oder Gračanica.

## Ikonen
Nur wenige Ikonen sind aus der Zeit erhalten, z. B. die fünf Standikonen der Ikonostase in Decani. Die langgliedrigen Figuren und feinen Zeichnungen sind ausgesprochen elegant. Bedeutend sind die Ikonen, die in Ohrid erhalten sind. Sie zeigen eine verschwenderische Benutzung von Goldgrund.

## Morava-Schule
Die letzte Phase der serbischen Kunst im Mittelalter, die Morava-Schule ist eine eigenständige Leistung der serbischen Kunst, die zwar Elemente der Athos-Klöster aufnimmt, aber ein grundlegend neues Schema für den Kirchenbau entwirft. Als ein internationaler Stil wird dieser serbische Stil auch über die Landesgrenzen wirksam (Moldauklöster, Walachei).

### Architektur
Die Dreikonchenanlagen zeichnen sich durch den farbigen Ziegelschmuck der Fassade und reichen bauplastischen Dekor in Flachrelieftechnik aus.

### Fresken
Erst die Malerei der Morava-Schule beabsichtigte wieder eine realistischere Darstellung. Die Fresken in Kalenić und Manasija erreichen eine stilistische Feinheit und Eleganz, die mit den besten Werken der gotischen Kunst gleichzieht. Das Programm in Kalenić und Manasija kann als Beginn der Frührenaissance in der Malerei in Serbien gewertet werden.

### Ikonen
Unter den Ikonen des späten 14. und 15. Jahrhundert ragen insbesondere die großformatigen Ikonen des Klosters Hilandar heraus.

### Allgemein
- Helen C. Evans, ed., Byzantium: Faith and Power (1261–1557), exh. cat. New York: Metropolitan Museum of Art; New Haven: Yale University Press, 2004. 658 pp., 721 color ills., 146 b/w.

## Malerei
- Slobodan Ćurčić: Some Uses (and Reuses) of Griffins in Late Byzantine Art. In: Byzantine East, Latin West: Art-Historical Studies in Honor of Kurt Weitzmann, edited by Christopher Moss and Katherine Kiefer, pp. 597–604. Princeton, 1995.
- Vojislav J. Durić: La peinture murale de Resava: Ses origines et sa place dans la peinture byzantine. In: Moravska skola i njeno doba: Nauchmi skup u Resavi 1968 / L'École de la Morava et son temps: Symposium de Résava 1968, edited by Vojislav J. Duric, pp. 277–91. Belgrade, 1972.
- Tania Velmans: Infiltrations occidentales dans la peinture murale byzantine au XIVe et au début du XVe siècle. In: Moravska skola i njeno doba: Nauchmi skup u Resavi 1968 / L'École de la Morava et son temps: Symposium de Résava 1968, edited by Vojislav J. Duric, pp. 37–48. Belgrade, 1972.

### Architektur
- Slobodan Ćurčić: Religious Settings of the Late Byzantine Sphere. In: Byzantium: Faith and Power (1261–1557), edited by Helen Evans (The Metropolitan Museum of Art, New York, 2004).

### Plastik
- Nadežda Katanić: Dekorativna kamena plastika Moravske škole. Prosveta, Republički zavod za zaštitu spomenika kulture, Beograd, 1988. ISBN 86-07-00205-8